# Hiroyuki Masuyama

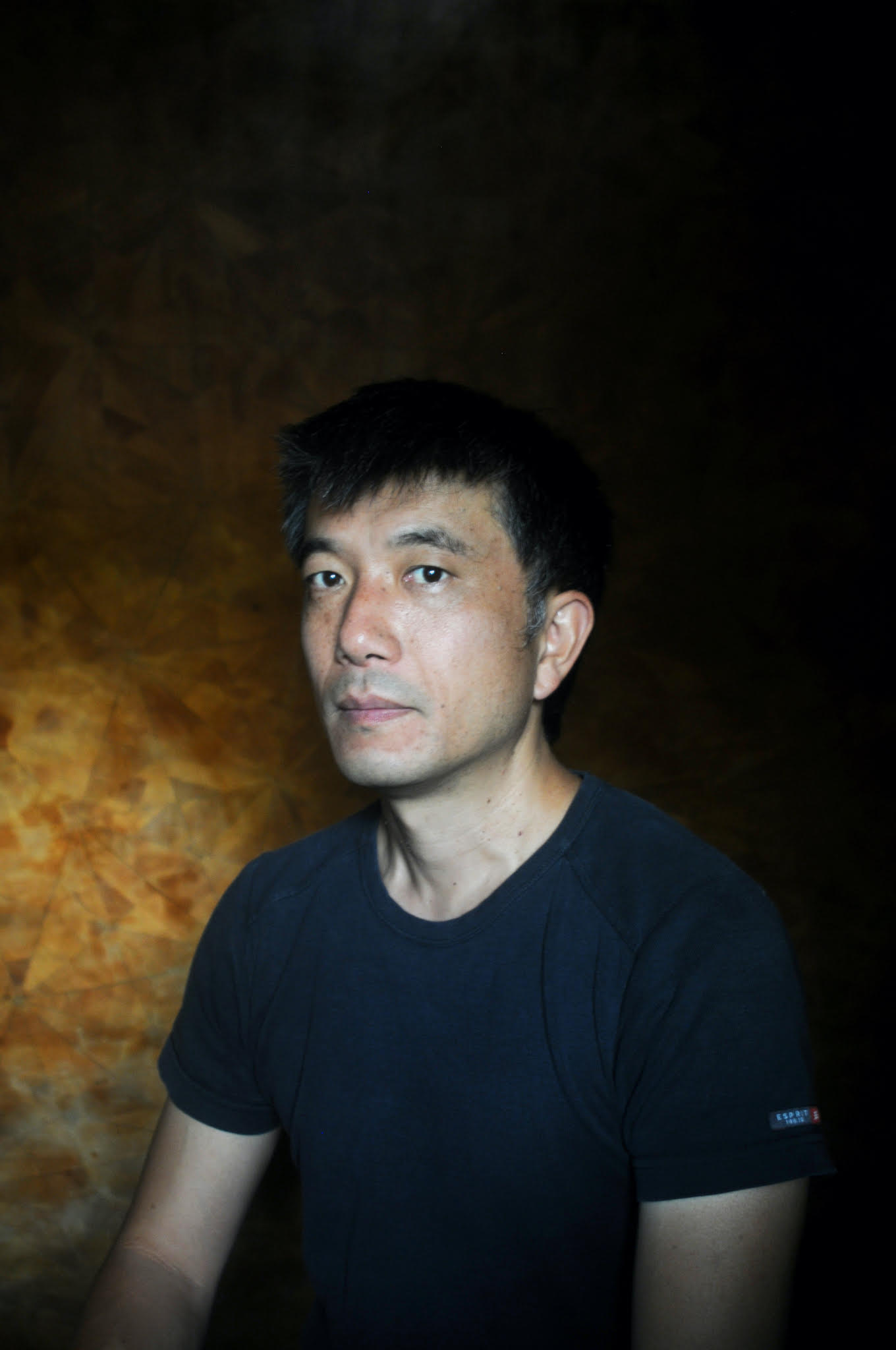
Hiroyuki Masuyama (2014)

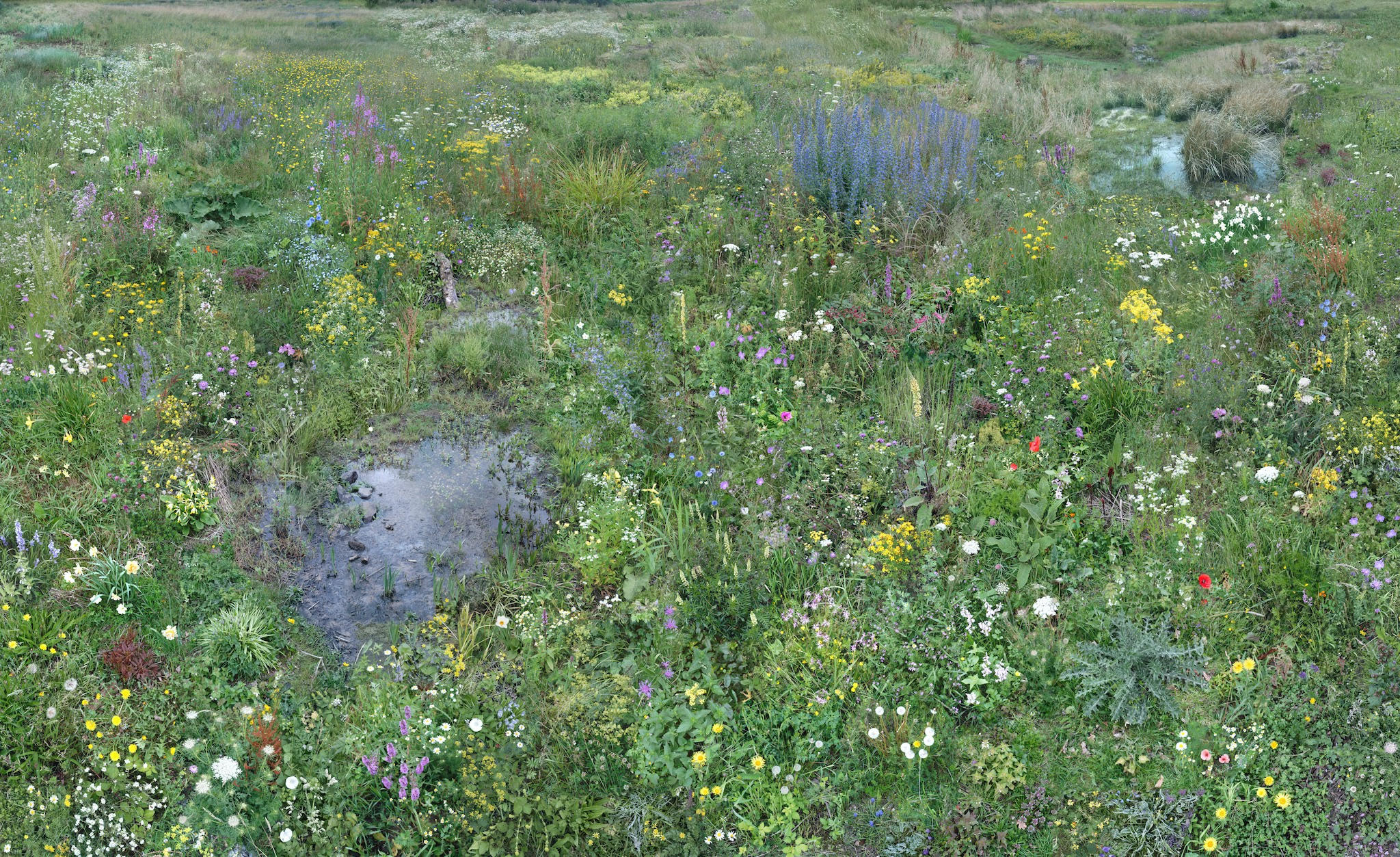
Flowers No 06

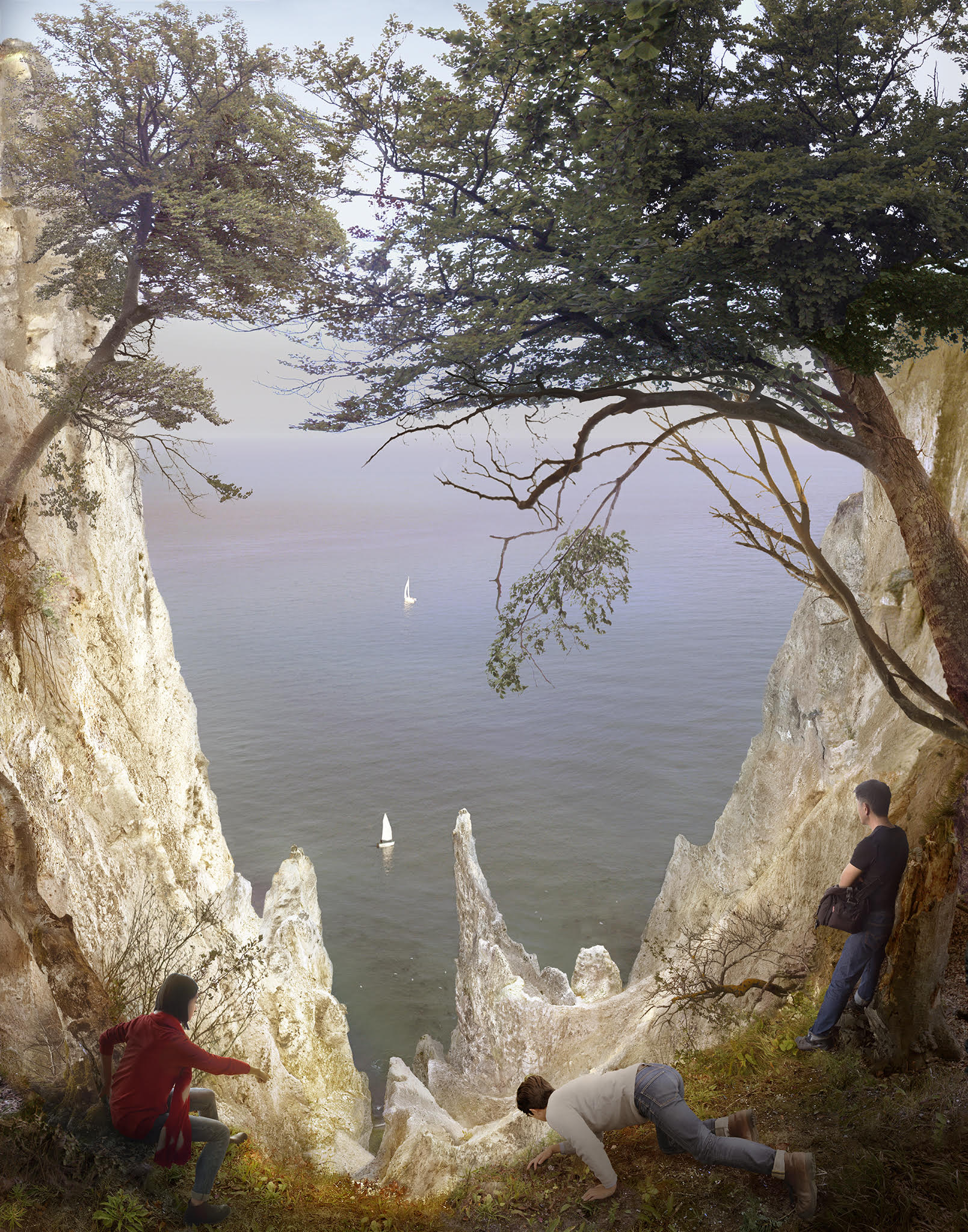
Nach Caspar David Friedrich Lightbox

Hiroyuki Masuyama (jap. 増山 裕之, Masuyama Hiroyuki; * 28. Juli 1968 in Tsukuba) ist ein japanischer Maler, Bildhauer und Fotograf.

## Leben
Hiroyuki Masuyama studierte von 1987 bis 1991 Ölmalerei an der Hochschule für Bildende Künste und Musik in Tokio. Von 1991 bis 1993 studierte er dort Wandmalerei bei Professor Yoshiaki Watanabe. Von 1995 bis 1999 war er DAAD-Stipendiat an der Kunstakademie Düsseldorf. Von 1999 bis 2001 studierte er Medienkunst an der Kunsthochschule für Medien in Köln.
Seit 2001 lebt und arbeitet Hiroyuki Masuyama in Düsseldorf.

## Einzelausstellungen (Auswahl)
- 2004: Studio La cità – Verona (Italien)
- 2004: Kaiser Wilhelm Museum – Krefeld (Deutschland)
- 2004: Galerie Sfeier-Semmler – Hamburg (Deutschland)
- 2007: Open Space Art Cologne – Köln (Deutschland)
- 2008: Studioausstellung – Kunsthalle Hamburg, Hamburg (Deutschland)
- 2008: Galerie Beyerler – Basel (Schweiz)
- 2009: Piece unique – Paris (Frankreich)
- 2009: The Spirit of Travel / After Turner – Taipeh (Taiwan)
- 2010: The Time Travel, Mikkeli Art Museum – Mikkeli (Finnland)
- 2010: Let a Thousand Flowers Bloom – Hong Kong (China)
- 2011: 1000 Blumen – Kunsthalle Gießen, Gießen (Deutschland)
- 2015: Raum – Zeit – Reise – Kallmann-Museum, Ismaning bei München (Deutschland)[1]
- 2016: Hiroyuki Masuyama – Fotografien – Galerie Rothamel, Frankfurt am Main  (Deutschland)[2]
- 2017: Hiroyuki Masuyama – Zeitenwanderer – u. a. im Pommersches Landesmuseum und der Caspar-David-Friedrich-Galerie, Greifswald (Deutschland)[3][4]
- 2018: Hiroyuki Masuyama: Minima – Maxima. Ein Weg nach Italien – Angermuseum Erfurt (Deutschland), Storm – Galerie Rothamel Frankfurt am Main (Deutschland)[5][6]

## Gemeinschaftsausstellungen
- 2012/2013: Im Schein des Unendlichen. Romantik und Gegenwart. Altana-Kulturstiftung, Sinclair-Haus, Bad Homburg.